# Saarlandstraße (metrostation)
Saarlandstraße is een metrostation in het stadsdeel Winterhude van de Duitse stad Hamburg. Het station werd geopend op 10 mei 1912 en wordt bediend door lijn U3 van de metro van Hamburg.